# Mromagi
Mromagi (auch: Mromadji ?, arabisch مروماجی) ist ein Ort auf der Insel Anjouan im Inselstaat Komoren im Indischen Ozean. 1991 hat man 1345 Einwohner gezählt.

## Geographie
Mromagi ist ein Vorort von Bambao (Bambao Mtrouni) zentral an der Ostküste.
Früher war Bambao Sitz eines Sultans (u. a. Saïd Achmet (Bambao)).

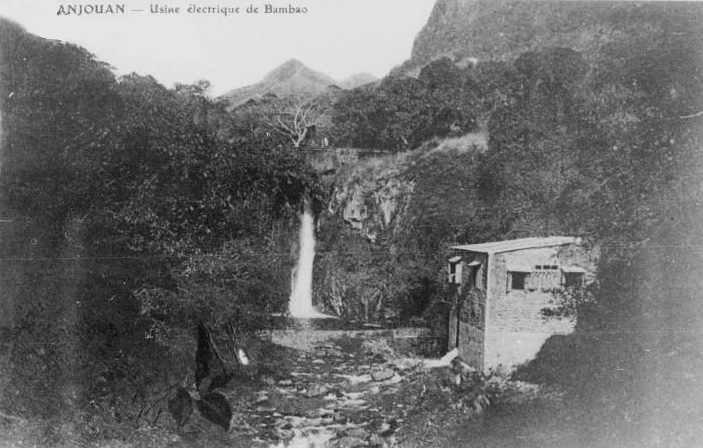
Elektrizitätswerk von Bambao am Anfang des 19. Jh. mit dem Wasserfall Tratringa.

## Sehenswürdigkeiten
In der Nähe liegt der Wasserfall Cascade Tratringua, der Anfang des 19. Jahrhunderts zur Elektrizitätsgewinnung genutzt wurde.